# Gustav Amweg
Gustav Amweg (* 16. Juni 1874 in Vendlincourt; † 27. Februar 1944 in Pruntrut, heimatberechtigt in Vendlincourt) war ein Schweizer Autor und Lehrer.

## Biografie
Amweg besuchte das Lehrerseminar in Pruntrut und erlangte im Jahre 1893 das Primarlehrerpatent. Er arbeitete danach als Lehrer in Mormont, Vendlincourt und ab 1900 in Pruntrut. Nach dem Studium an der Universität Bern erhielt er im Jahre 1906 das Sekundarlehrerpatent. Er war dann von 1907 bis 1939 Lehrer am Progymnasium der Kantonsschule Pruntrut und unterrichtete dort die Fächer Französisch und Geschichte. Ab 1923 war er zusätzlich auch Bibliothekar.
Er engagierte sich in der Société jurassienne d’émulation und war dort von 1909 bis 1924 Zentralsekretär, dann Kassier und schliesslich von 1927 bis 1933 Präsident.
Gustav Amwegs Werk, welches mehrere Publikationen umfasst und von einem enzyklopädischen Charakter geprägt ist, hat heute noch einen grossen Wert. Aus seiner Sammlung von Stichen und seiner Bibliothek entstand 1949 das Musée de l’Hôtel-Dieu in Pruntrut.
Im Jahre 1936 erhielt er den Ehrendoktortitel der Universität Bern und die Ehrenmitgliedschaft der Historischen und Antiquarischen Gesellschaft zu Basel.

## Publikationen
- Bibliographie du Jura bernois, ancien Evêché de Bâle, 1928
- Les Arts dans le Jura bernois et à Bienne, 2 Bde., 1937–41
- Histoire populaire du Jura bernois, 1942